# Virrey de Cataluña

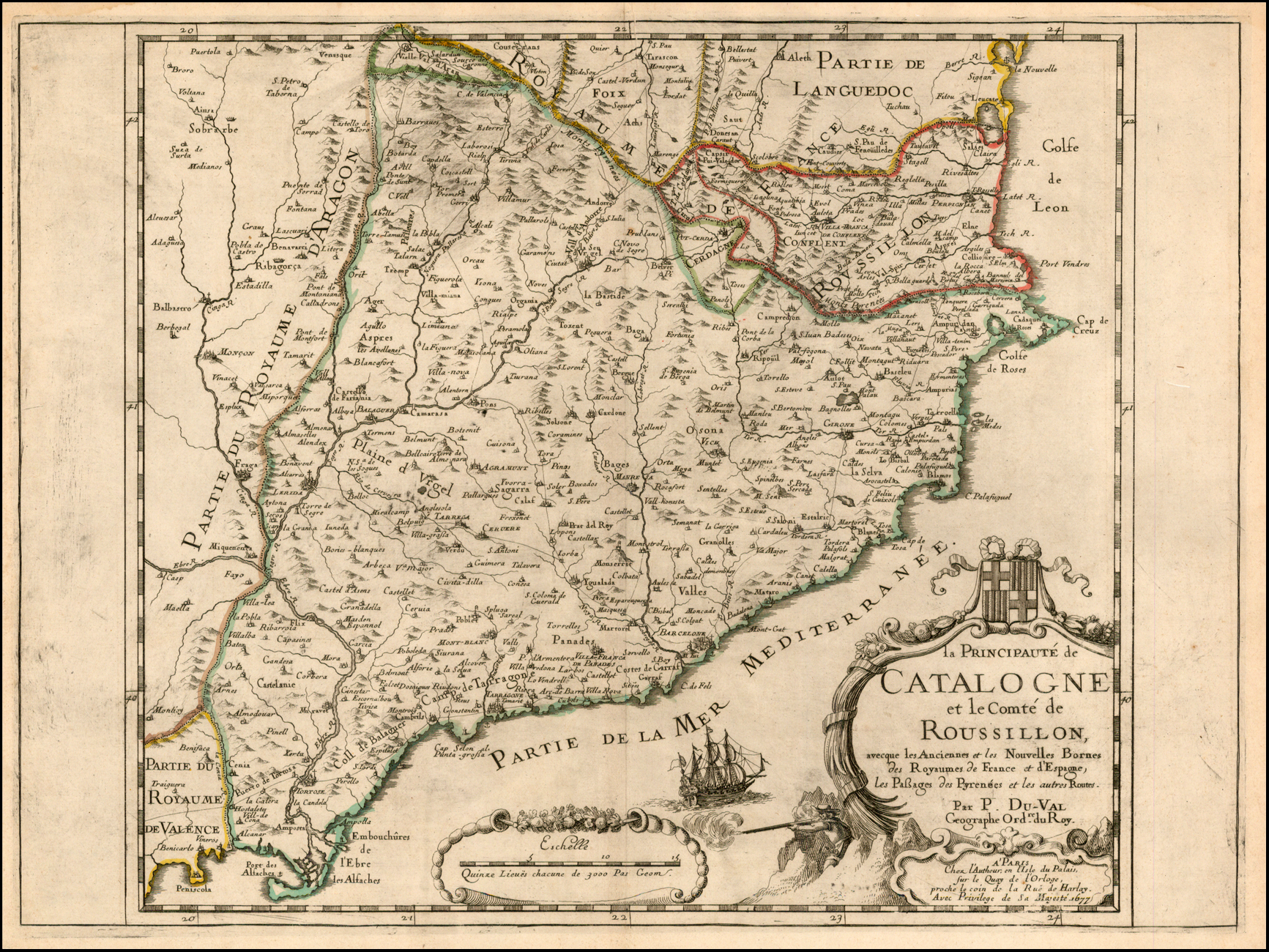
Mapa del Principado de Cataluña del.

El lugarteniente general de Cataluña o virrey de Cataluña fue el representante del rey de Aragón y, posteriormente, del rey de España en el Principado de Cataluña. El título de virrey de Cataluña no aparece sino hasta el año 1520, mientras que el origen del lugarteniente general de Cataluña se remonta al siglo XIV, aunque no sería institucionalizado plenamente hasta el reinado de Fernando II de Aragón. El Virreinato de Cataluña como institución jurídico-pública del Principado sería abolido tras la promulgación de los Decretos de Nueva Planta.

## Historia
El título de virrey lo encontramos en el siglo XIV en documento en latín de Pedro el Ceremonioso (1381), aunque no se aplica en Cataluña hasta el año 1520. A mediados de siglo XVI, se introdujo la palabra  virrey  derivada de la palabra "visrei" ya utilizada al menos en el siglo XV, que terminó por sustituir totalmente a lloctinent (lugarteniente), y del catalán pasaría al castellano "visorey". En los documentos de la Corona de Aragón del siglo XV (1428), redactados en latín, se empleaba el término "vice rex".
Durante la dinastía de la Casa de Aragón, el lugarteniente era, normalmente, el heredero al trono o la reina consorte, y solo actuaba como tal cuando el monarca se encontraba fuera del reino, bajo el título de lloctinent reial (lugarteniente real). En el momento en que el rey entraba en el reino, el cargo desaparecía inmediatamente. Así, pues, era un cargo de corta duración y solo empleado en momentos extraordinarios.
Las cosas cambiaron con la entronización de la dinastía de los Trastámara. Exceptuando el primer rey de origen castellano (Fernando I de Aragón), los dos monarcas siguientes van a necesitar continuamente un lugarteniente, ya sea por sus estancias fuera del Principado (en el caso de Alfonso el Magnánimo) o por los continuos intentos de sublevación (en el caso de Juan II de Aragón).
El rey Fernando el Católico institucionalizó el cargo en la persona de su primo el infante Enrique de Aragón Infant Fortuna en 1479, ya que tenía muchas posesiones alrededor del mundo y se ausentaba de los territorios durante largos periodos de tiempo. Estas vacantes reales se alargaron (y, de hecho, se hicieron casi permanentes) con los Habsburgo.
En un principio, el virrey tenía que ser una persona de sangre real, pero de hecho era un noble o eclesiástico que hacía de ejecutor de las órdenes del monarca en el Principado. Era quien nombraba a los cancilleres, a los tesoreros o abogados fiscales, cargos que recaían en miembros de la alta jerarquía eclesiástica o de la alta nobleza castellana, y en ocasiones sobre algún noble catalán.
Durante el siglo XVI los monarcas españoles no ejercieron una autoridad absoluta en Cataluña, pero a partir del siglo XVII la situación política y económica va a cambiar. Las Cortes eran convocadas cada vez con menos frecuencia, hasta que hacia finales del siglo dejaron de ser convocadas. 
El cargo desapareció al final de la guerra de sucesión, junto con las leyes e instituciones del principado de Cataluña y el resto de la Corona de Aragón. El Decreto de Nueva Planta de 1716 sustituyó la figura del virrey por la del capitán general.